# Ronnie Whelan
Ronald "Ronnie" Andrew Whelan (Dublín, Irlanda, 25 de septiembre de 1961) es un exfutbolista irlandés que jugaba como centrocampista y formó parte del legendario Liverpool FC de la década de los 80.
Tras su retirada como futbolista tuvo una breve carrera como entrenador de fútbol. Actualmente ejerce como comentarista de la televisión irlandesa.

## Clubes

### Jugador
| Club            | País       | Año         |
| --------------- | ---------- | ----------- |
| Home Farm FC    | Irlanda    | 1977 - 1979 |
| Liverpool FC    | Inglaterra | 1979 - 1994 |
| Southend United | Inglaterra | 1994 - 1996 |

### Entrenador
| Club               | País       | Año         |
| ------------------ | ---------- | ----------- |
| Southend United    | Inglaterra | 1996 - 1997 |
| Panionios NFC      | Grecia     | 1998 - 1999 |
| Olympiakos Nicosia | Chipre     | 2000 - 2002 |
| Apollon Limassol   | Chipre     | 2002        |

## Palmarés
Liverpool FC
- Premier League: 1981-82, 1982-83, 1983-84, 1985-86, 1987-88, 1989-90
- FA Cup: 1986, 1989
- Carling Cup: 1982, 1983, 1984
- FA Community Shield: 1982, 1988, 1989
- Copa de Europa: 1984

- Datos: Q544085
- Multimedia: Ronnie Whelan / Q544085